# 71-402
71-402は、ロシア連邦のウラルトランスマッシュが製造した路面電車車両。エカテリンブルク市電の新型車両計画の一環として開発された経緯を持ち、"スペクトル-2"（Спектр-2）の愛称を持つ。

## 概要

### 開発までの経緯
ロシア連邦の都市・エカテリンブルクの路面電車であるエカテリンブルク市電には、ソビエト連邦（ソ連）時代の1958年から1988年にかけてチェコスロバキア（現：チェコ）のČKDタトラが製造した高性能路面電車・タトラカーの大量導入が行われていた。だが、それ以降同社からの路面電車の導入は停止し、ソビエト連邦の崩壊後には老朽化したこれらの車両の置き換えが大きな課題となった。当時ロシア連邦各地の鉄道車両メーカーも多数の路面電車車両を製造していたが、どれもタトラカーと比べて性能面で劣っており、エカテリンブルク市電が求める車両基準には遠いものであった。
そこで、1990年代当時市電を運営していたエカテリンブルク市の路面電車・トロリーバス部門は、タトラカーと同性能の路面電車を開発するプロジェクト「スペクトル（«Спектр»）」を発表した。それまで自走砲を始めとする兵器の生産を主な事業としていたウラルトランスマッシュを始めとしたロシア各地の企業が参加するコンソーシアムとして1993年に立ち上げられた後、1995年からエカテリンブルク市の支援の元で開発が行われ、1997年に最初の車両となる71-401 "スペクトル-1"（«Спектр-1»）が完成した。この車両を用いた各種試験や、ウラルトランスマッシュの工場の改装、鉄道車両製造技術の習得などを経て、1999年6月から製造が始まったのが、"スペクトル-2"（«Спектр-2»）の愛称を持つ71-402である。

### 構造
ループ線が存在する路面電車路線に適した片運転台のボギー車で、全溶接式構造の鋼製車体を有するが前面はグラスファイバーを用いて作られている。車内にはクロスシートが設置され、換気は開閉可能な窓による自然換気および屋根の換気扇が用いられる一方、暖房には側壁内に配置された管状電気ヒーターが使われる。乗降扉は右側に3箇所存在し、駆動は補助電源が用いられる。運転室は仕切りによって客室と分けられており、内部には暖房・換気機能を有する空調装置が搭載されている。
台車は側梁や軸受が車輪の内側に存在するインサイドフレーム方式が用いられ、2基設置されている誘導電動機からの動力は自在継手や歯車を介して車軸に伝えられる。制御装置はVVVFインバータ制御方式に対応しており、補助電源用の電動発電機を含めてマイクロプロセッサによる継続的な制御や監視、状態の診断が行われ、非常時には運転台に設置されているディスプレイに状況が表示される。これにより、従来の車両から機器の信頼性やメンテナンス頻度・費用の削減が図られている。
これらの車体構造や性能については、制御装置を始めとした電気機器こそ異なるものの、エカテリンブルク市電にも導入が行われたタトラカーのタトラT6B5（T3M）を基に設計が行われている。

## 運用

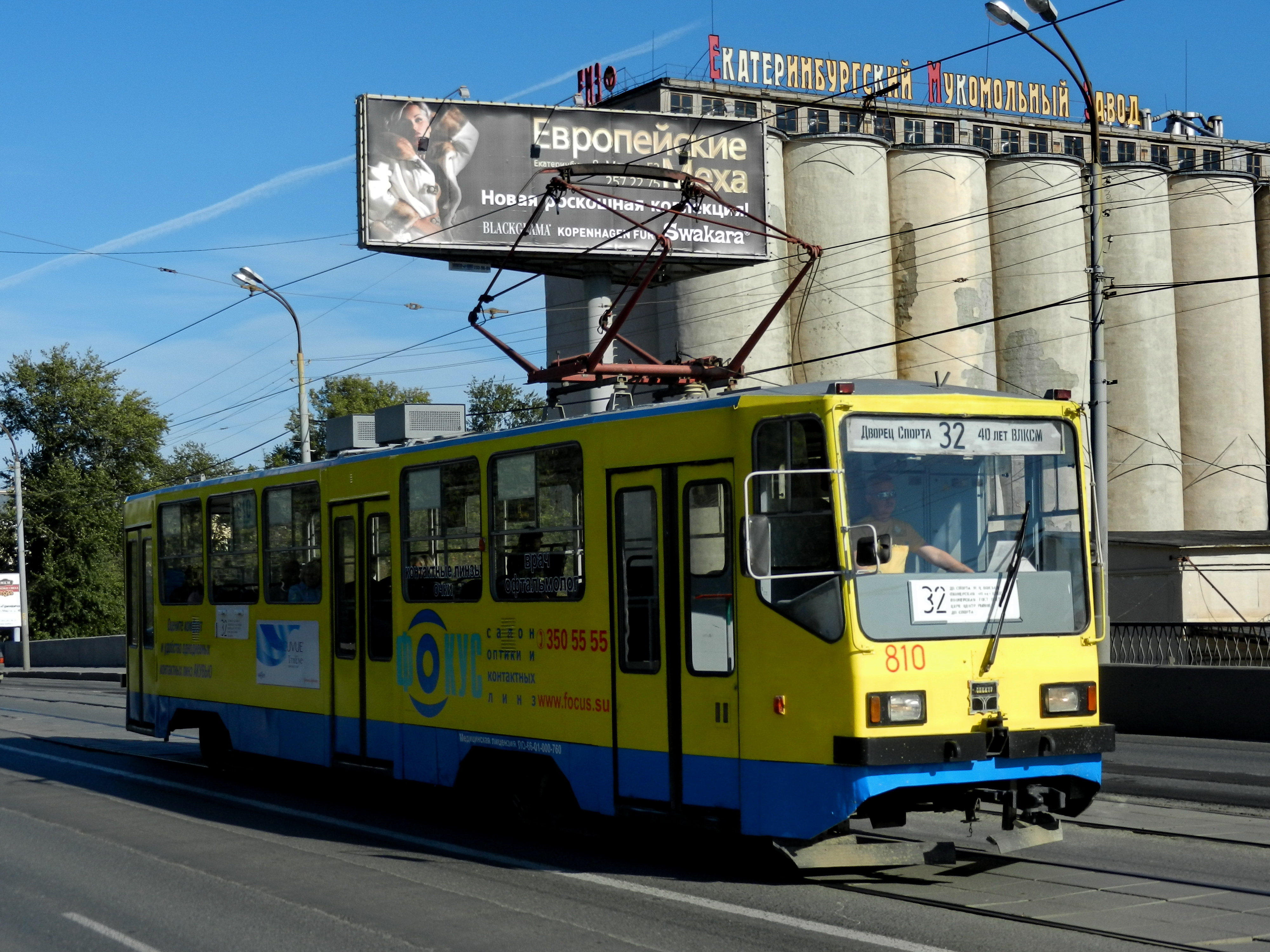
ロシア連邦：エカテリンブルク
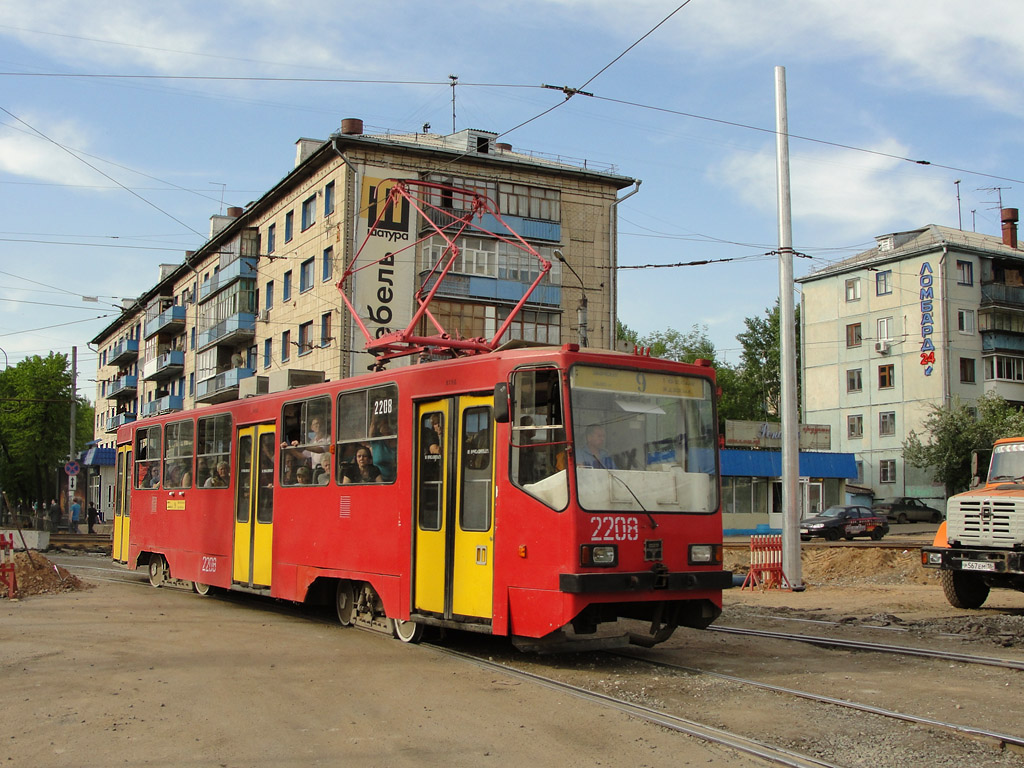
ロシア連邦：カザン
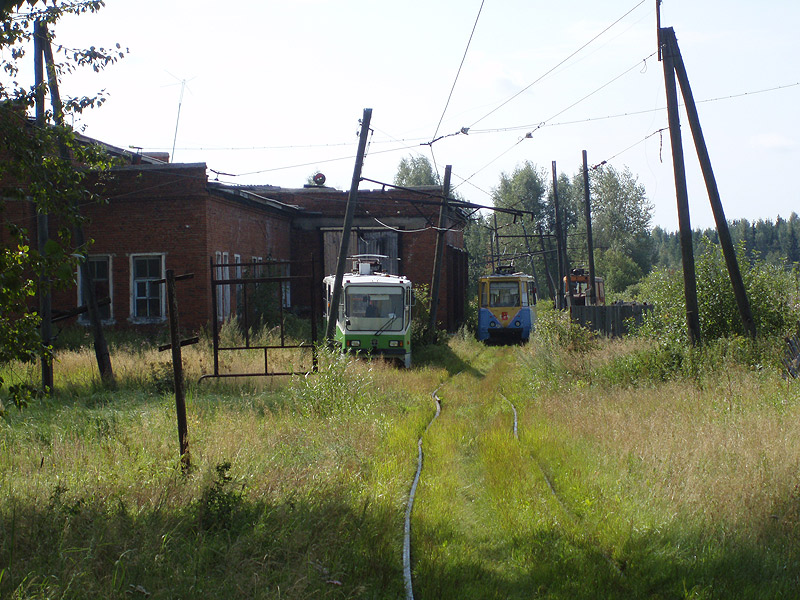
ロシア連邦：ヴォルチャンスク（左）
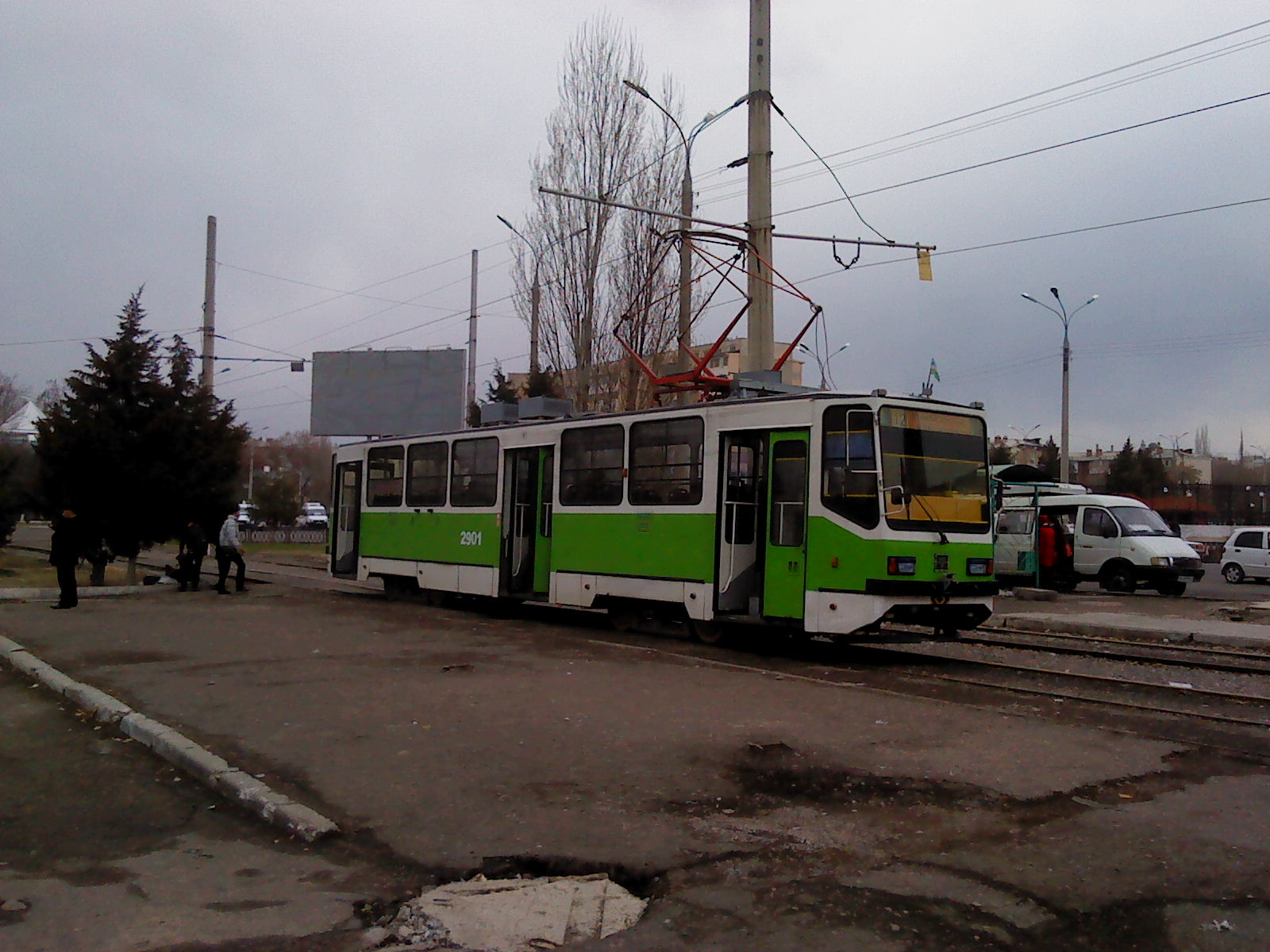
ウズベキスタン：タシュケント

1999年に試作車が製造され、試験の後翌2006年6月に量産の認可が下りた。それ以降、71-402はエカテリンブルクを始めとした旧ソ連各国の以下の都市へ向けて2005年まで製造が行われた。同時にコンソーシアム「スペクトル」による路面電車車両の展開も終了し、以降製造された改良形式はウラルトランスマッシュによる単独生産に切り替えられている。
| 71-402 導入都市一覧 | 71-402 導入都市一覧                             | 71-402 導入都市一覧 |
| 国                  | 都市                                            | 導入車両数          |
| ------------------- | ----------------------------------------------- | ------------------- |
| ロシア連邦          | エカテリンブルク (エカテリンブルク市電)         | 20両                |
| ロシア連邦          | ニジニ・タギル (ニジニ・タギル市電)             | 14両                |
| ロシア連邦          | カザン (カザン市電)                             | 10両                |
| ロシア連邦          | クラスノトゥリンスク (クラスノトゥリンスク市電) | 4両                 |
| ロシア連邦          | サマーラ (サマーラ市電)                         | 3両                 |
| ロシア連邦          | ヴォルチャンスク (ヴォルチャンスク市電)         | 1両                 |
| ロシア連邦          | イジェフスク (イジェフスク市電)                 | 1両                 |
| ロシア連邦          | ウファ (ウファ市電)                             | 1両                 |
| ウズベキスタン      | タシュケント (タシュケント市電)                 | 1両                 |

- ロシア連邦：エカテリンブルク
- ロシア連邦：カザン
- ロシア連邦：ヴォルチャンスク（ロシア語版）（左）
- ウズベキスタン：タシュケント